# Welykyj Wystorop
Welykyj Wystorop (ukrainisch Великий Вистороп; russisch Великий Выстороп Weliki Wystorop) ist ein Dorf in der ukrainischen Oblast Sumy mit etwa 1000 Einwohnern (2001).

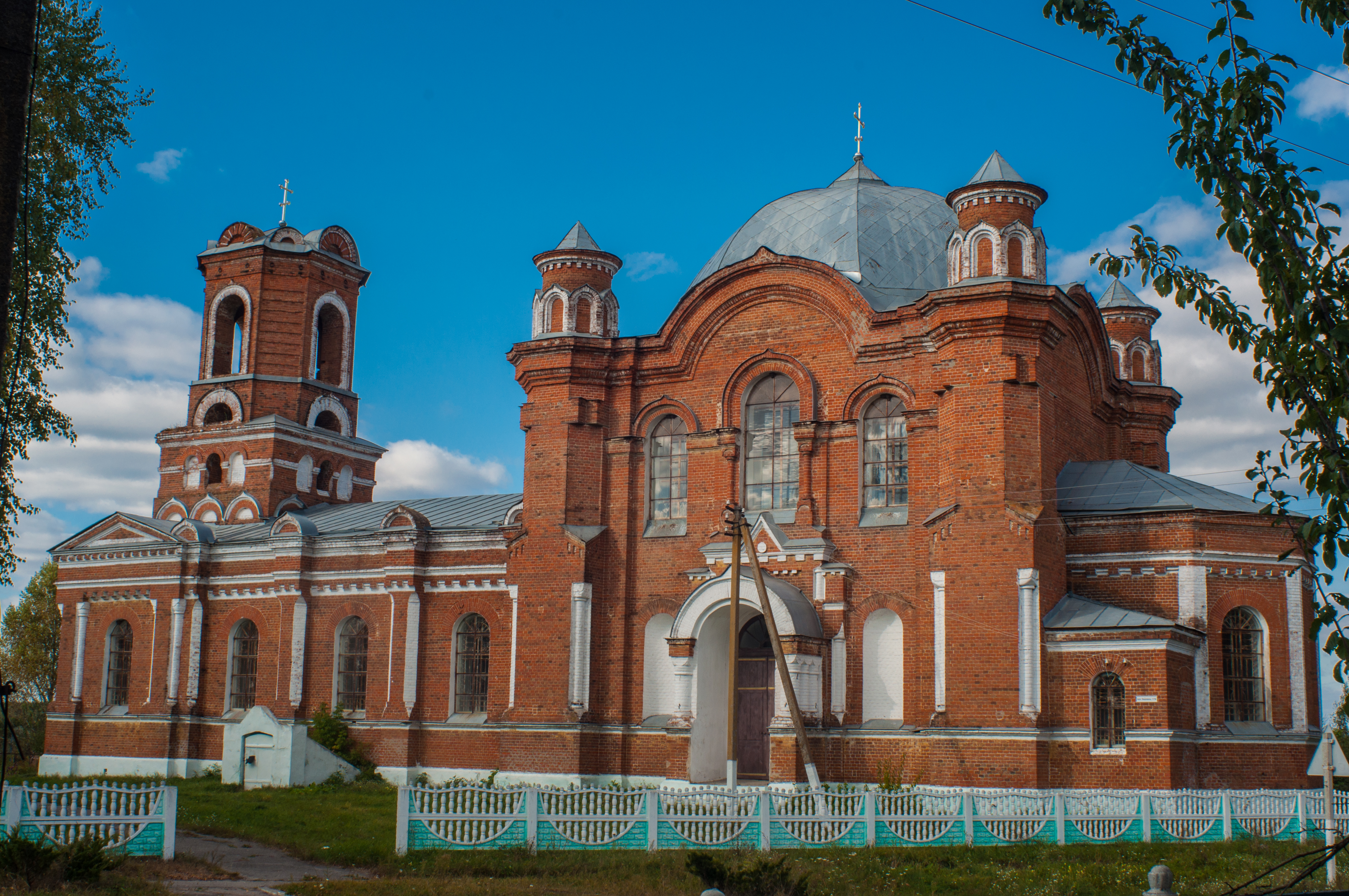
St.-Paraskewi-Kirche im Dorf

Das im frühen 17. Jahrhundert gegründete Dorf liegt auf einer Höhe von 128 m am Rande eines großen Kiefernwaldes am Ufer des Lehan (Легань), eines 30 km langen, linken Nebenflusses des Psel, 28 km nordöstlich vom ehemaligen Rajonzentrum Lebedyn und etwa 30 km südlich vom Oblastzentrum Sumy.
Im Dorf befindet sich die denkmalgeschützte St.-Paraskewi-Kirche.
Am 12. Juni 2020 wurde das Dorf ein Teil der neugegründeten Stadtgemeinde Lebedyn, bis dahin bildete es zusammen mit den Dörfern Perelisky (Переліски) und Supruny (Супруни) die gleichnamige Landratsgemeinde Welykyj Wystorop (Великовисторопська сільська рада/Welykowystoropska silska rada) im Osten des Rajons Lebedyn.
Am 17. Juli 2020 kam es im Zuge einer großen Rajonsreform zum Anschluss des Rajonsgebietes an den Rajon Sumy.